# پتوومک هایتس (مریلند)
پتوومک هایتس (به انگلیسی: Potomac Heights) شهری در ایالت مریلند کشور ایالات متحده آمریکا است که جمعیت آن در سرشماری سال ۲۰۱۰ میلادی، ۱٬۱۱۷ نفر بوده‌است.